# Chatham (condado de Barnstable)
Chatham es un lugar designado por el censo ubicado en el condado de Barnstable en el estado estadounidense de Massachusetts. En el Censo de 2010 tenía una población de 1.421 habitantes y una densidad poblacional de 157,34 personas por km².

## Geografía
Chatham se encuentra ubicado en las coordenadas 41°40′36″N 69°57′44″O / 41.67667, -69.96222. Según la Oficina del Censo de los Estados Unidos, Chatham tiene una superficie total de 9.03 km², de la cual 6.83 km² corresponden a tierra firme y (24.35%) 2.2 km² es agua.

## Demografía
Según el censo de 2010, había 1.421 personas residiendo en Chatham. La densidad de población era de 157,34 hab./km². De los 1.421 habitantes, Chatham estaba compuesto por el 93.53% blancos, el 3.17% eran afroamericanos, el 0% eran amerindios, el 0.63% eran asiáticos, el 0% eran isleños del Pacífico, el 1.2% eran de otras razas y el 1.48% pertenecían a dos o más razas. Del total de la población el 2.18% eran hispanos o latinos de cualquier raza.